# Hinter dem Lämmchen

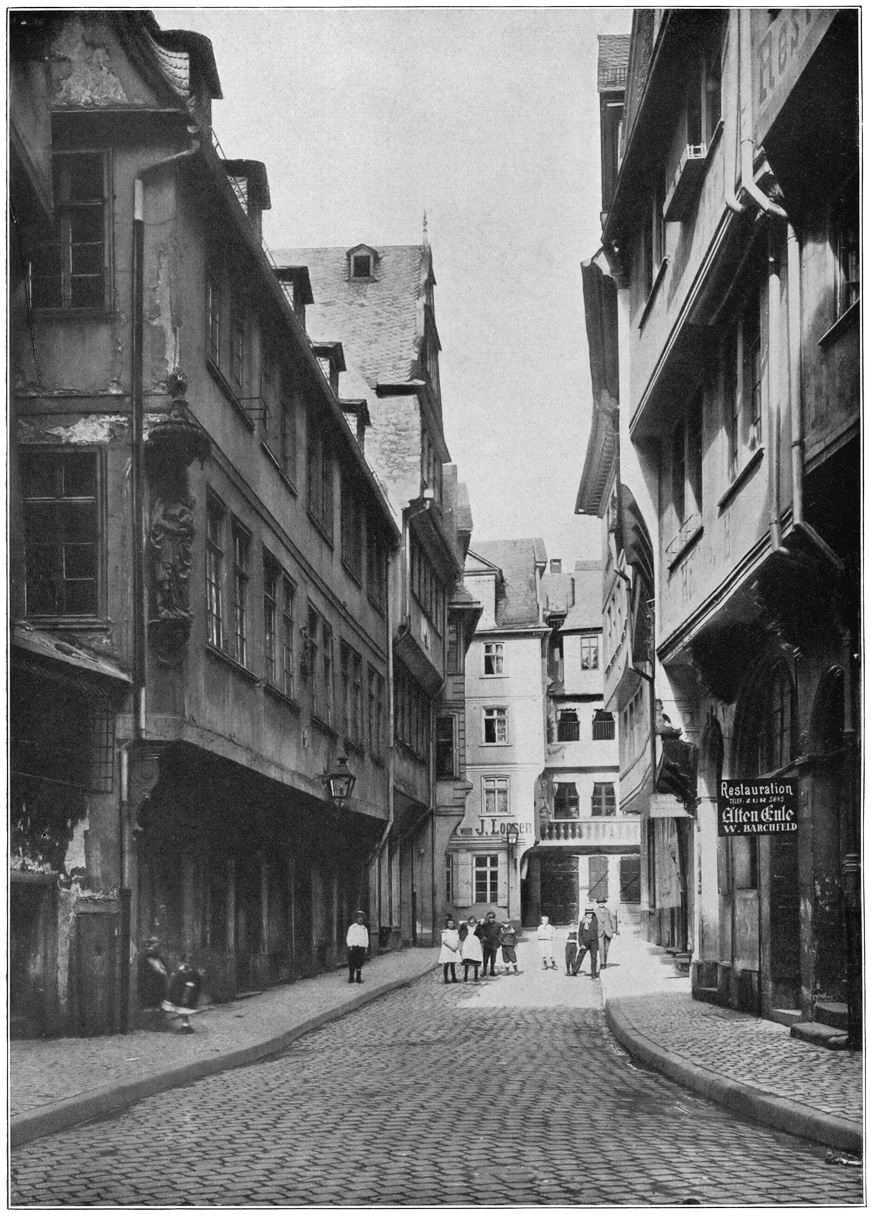
Die Gasse Hinter dem Lämmchen von Westen, 1910 (Fotografie von Carl Andreas Abt)

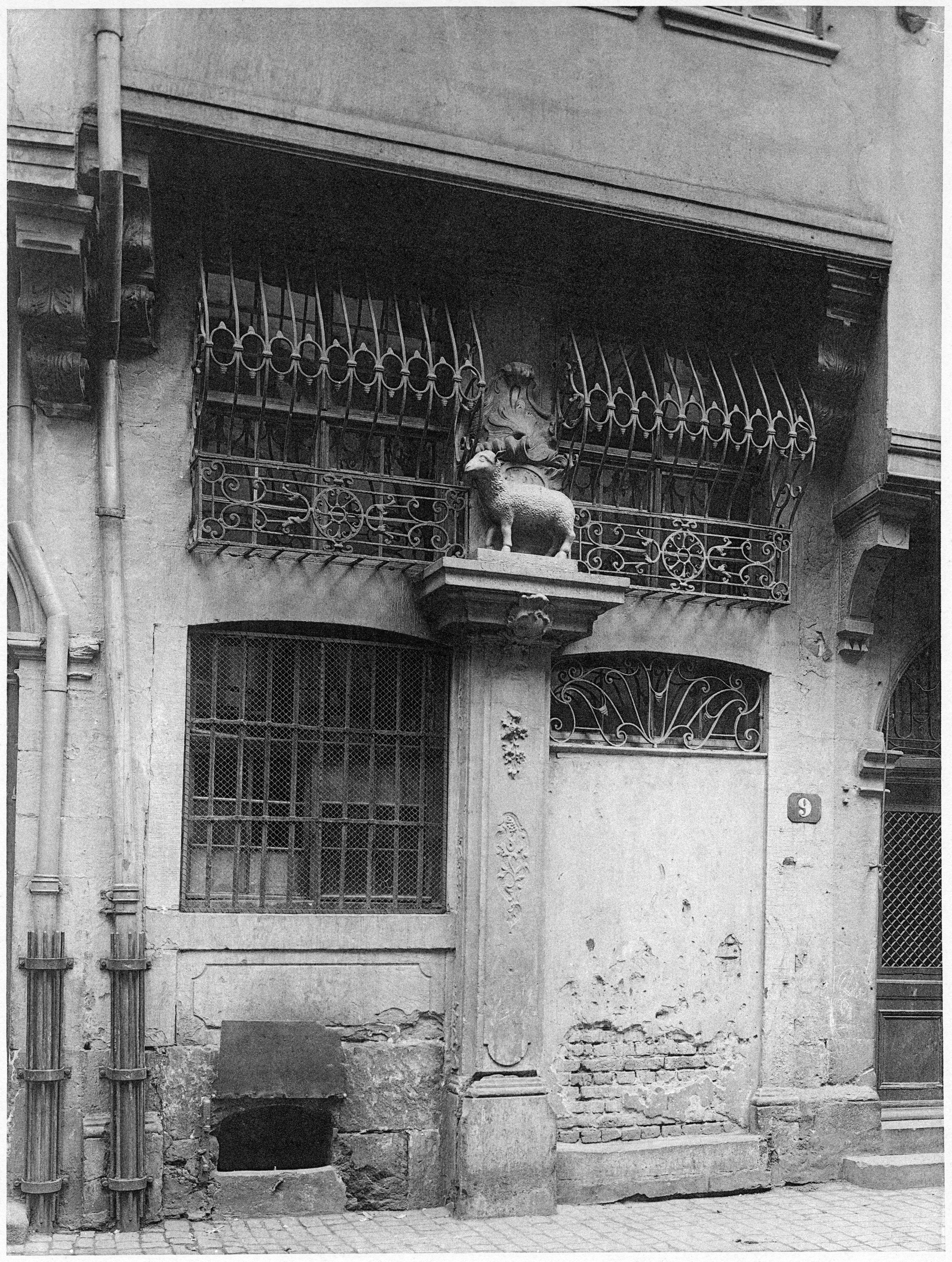
Lämmchenbrunnen um 1896

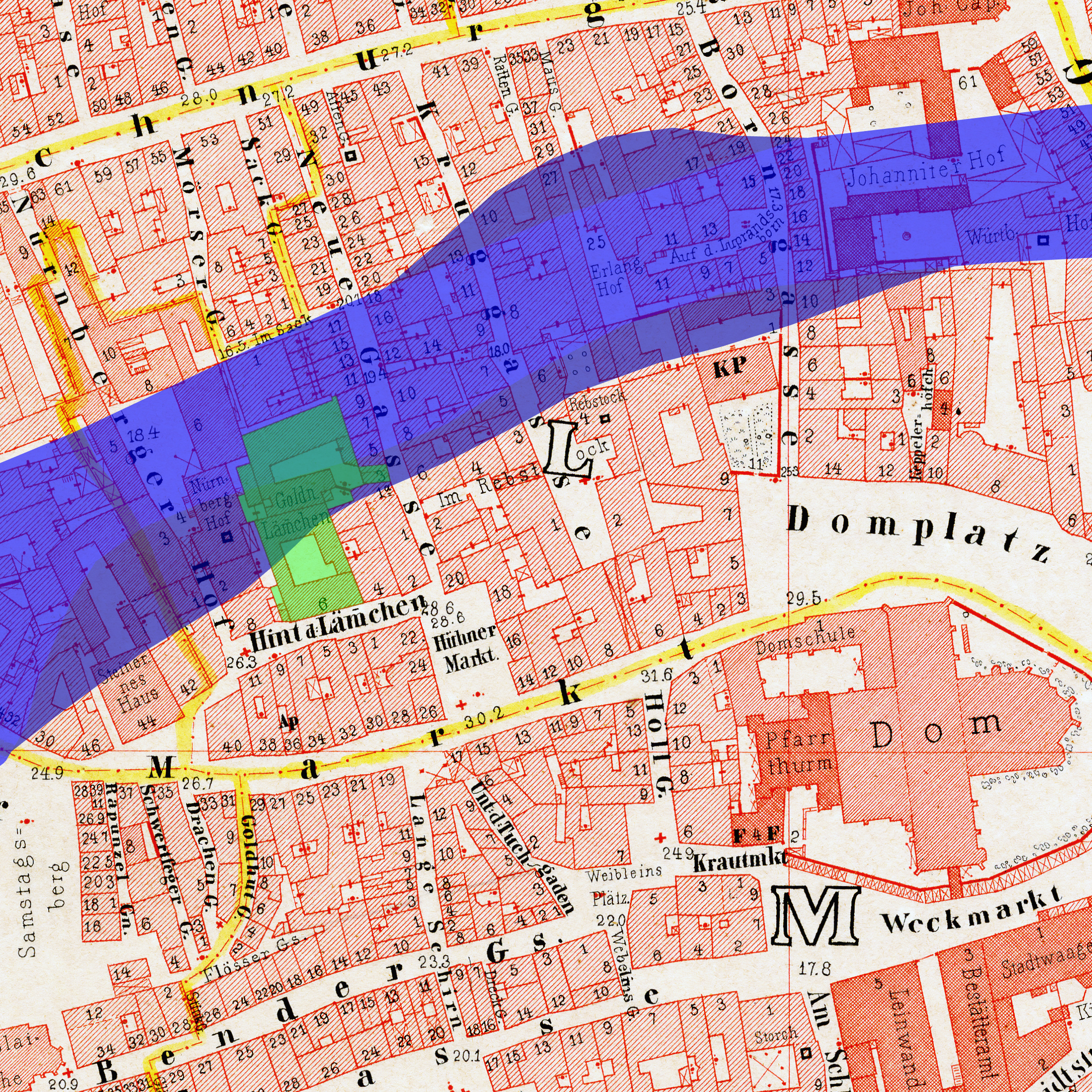
Parzellengenaue Darstellung der Umgebung des Goldenen Lämmchens (Chromolithografie von Friedrich August Ravenstein von 1862 mit Überlagerung nach Nahrgang 1949)

Hinter dem Lämmchen ist eine seit dem 14. Jahrhundert urkundlich belegte Gasse in der Altstadt von Frankfurt am Main. In der kaum 100 Meter langen Gasse zwischen dem Hühnermarkt im Osten und dem Markt lagen mehrere historisch und architekturgeschichtlich bedeutende Bürgerhäuser und Hofanlagen. Beim Luftangriff am 22. März 1944 wurden alle Häuser zerstört, die Trümmer bis 1952 abgeräumt. Von 1974 bis 2010 war die ganze Gasse mit dem Technischen Rathaus überbaut.
Im Rahmen des Dom-Römer-Projektes entstand die Gasse 2014 bis 2018 mit leicht geändertem Verlauf am westlichen Rand neu. An der Nordseite sowie am Südostende zum Hühnermarkt entstanden fünf als schöpferische Nachbauten bezeichnete Rekonstruktionen historischer Gebäude in moderner Bauweise, an der Südseite sechs Neubauten nach einer 2010 erlassenen Gestaltungssatzung.

## Lage
Die Gasse Hinter dem Lämmchen liegt zwischen Hühnermarkt im Osten und Markt im Westen. Die Nordseite bildet der Gebäudekomplex mit den rekonstruierten Häusern Esslinger, Alter Esslinger, Goldenes Lämmchen und Klein Nürnberg. Im Westen verläuft die Gasse heute um das Gebäude des Frankfurter Kunstvereins. Die Südseite beginnt am Eckhaus zum Hühnermarkt Goldene Schere mit der Adresse Markt 22. Nach Westen schließen sich die Hinterhäuser der Gebäude Altes Kaufhaus, Goldene Schachtel und Alter Burggraf an (Markt 30–34). Den westlichen Abschluss bilden die rückseitigen Fassaden der Häuser Goldenes Haupt, Stadt Mailand und Zu den drei Römern.

## Geschichte
Die Gasse hieß ursprünglich Glaubergergasse oder auch Glauburgergasse nach der Patrizierfamilie Glauburg, der der nördlich der Gasse gelegene und von hier aus über das Nürnberger Hofgäßchen zugängliche Nürnberger Hof gehörte. Auch der Name Esslingergasse, nach dem Haus Zum Esslinger, ist belegt. Etwa ab dem 18. Jahrhundert erhielt die Gasse ihren heutigen Namen nach dem Messehof Goldenes Lämmchen, der sich bis in das 14. Jahrhundert zurückverfolgen lässt.
1755 lebte die Familie Goethes für ein Jahr im Haus zum Esslinger (Hinter dem Lämmchen 2), während das Goethe-Haus im Großen Hirschgraben umgebaut wurde. Das Haus zum Esslinger gehörte Goethes Tante Johanna Melber, einer jüngeren Schwester seiner Mutter Catharina Elisabeth. Goethe setzte ihr in Aus meinem Leben. Dichtung und Wahrheit ein literarisches Denkmal.
Von 1380 bis 1802 zog das zeremonielle Pfeifergericht alljährlich zur Herbstmesse vom Nürnberger Hof durch die Gasse über den Markt zum Römer. Im 19. Jahrhundert entwickelte sich die malerische Gasse mit ihren Hinterhöfen zu einer Touristenattraktion.
Der 1472 erstmals erwähnte Lämmchenbrunnen wurde später als Verkehrshindernis zugeschüttet. Die 1755 errichtete Brunnensäule wurde an die Rückseite des Hauses Zum alten Burggrafen (Markt 34) versetzt. Sie erhielt ein vergoldetes Lämmchen als Brunnenfigur. 1944 ging der Lämmchenbrunnen mit der ganzen Gasse zugrunde.
Die Gegend wurde durch die Luftangriffe auf Frankfurt am Main im Zweiten Weltkrieg und den Abriss der letzten stehengebliebenen, ausgebrannten Gebäude in der direkten Nachkriegszeit zerstört. Zwischen 1974 und 2012 war der Platz und die Gasse mit dem Technischen Rathaus vollständig überbaut. Im Rahmen des Dom-Römer-Projekts entstand der Hühnermarkt und die Gasse Hinter dem Lämmchen nach dem Abriss des Technischen Rathauses von 2014 bis 2018 neu. Der historische Straßenverlauf konnte weitgehend wiederhergestellt werden. Lediglich im Westen ist der frühere Verlauf der Gasse, einschließlich des ehemaligen Hauses Zum Mohrenkopf, mit dem 1962 entstandenen Anbau des Steinernen Hauses überbaut. Die Gasse führt daher heute mit zwei früher nicht vorhandenen rechtwinkligen Knicken um das vom Frankfurter Kunstverein genutzte Gebäude herum. Seit Mai 2018 ist die Gasse öffentlich zugänglich.

## Gebäude in der Gasse
Die Nordseite der Gasse ist durch vier schöpferische Nachbauten geprägt: Das Haus zum Esslinger (Hinter dem Lämmchen 2) ist eine Rekonstruktion durch die Architekten Denkmalkonzept, Bad Nauheim und Dreysse Architekten, Frankfurt am Main. Das Haus Esslinger wurde 1320 erstmals urkundlich erwähnt. Der 1944 zerstörte Vorgängerbau gehörte jedoch bautechnisch der spätgotischen Übergangszeit von der Ständerbauweise zur Stockwerkbauweise um 1550 an. Um 1750 erhielt das Gebäude ein barockes Mansarddach mit einem Zwerchhaus mit Dreiecksgiebel und Oculusfenster zum Hühnermarkt. Der Neubau wird seit 2019 durch das Struwwelpeter-Museum genutzt.
Das benachbarte Haus „Alter Esslinger“ (Hinter dem Lämmchen 4) ist die Rekonstruktion eines im 17. Jahrhundert erbauten mächtigen dreigeschossigen Renaissance-Fachwerkhauses durch Dreysse Architekten, Frankfurt am Main. Über einem steinernen Erdgeschoss erheben sich zwei auskragende Fachwerkobergeschosse mit einer gegenüber den Nachbargebäuden auffallend großen Geschosshöhe. Das traufständige Satteldach trägt ein zweigeschossiges verschiefertes Zwerchhaus mit Wellengiebel. Auch der „Alte Esslinger“ wird durch das Struwwelpeter-Museum genutzt.
Das Vorderhaus des Goldenen Lämmchen (Hinter dem Lämmchen 6) wurde durch Architekt Claus Giel, Dieburg, rekonstruiert. Das Fachwerk der beiden Obergeschosse ist, wie in Frankfurt seit dem 18. Jahrhundert üblich, verputzt.
Das benachbarte Haus „Klein Nürnberg“ (Hinter dem Lämmchen 8) stand an der Ecke des Nürnberger Hofgäßchens, dem südlichen Eingang zum Nürnberger Hof. Der aus dem 16. Jahrhundert stammende dreigeschossige Renaissancebau wurde durch Dreysse Architekten, Frankfurt am Main und Jourdan & Müller, Frankfurt am Main, rekonstruiert. An die frühere Bedeutung als Messehaus erinnert noch die gewölbte Halle, deren sechs Kreuzgewölbe auf zwei Mittelpfeilern ruhen. Der Neubau wird vom Evangelischen Regionalverband Frankfurt am Main als Gemeindehaus der Paulsgemeinde und der indonesischen Gemeinde genutzt.
Die einzige Rekonstruktion auf der Südseite der Gasse ist das Haus „Goldene Schere“ (Markt 22, Seiteneingang, ehemals Hinter dem Lämmchen 1) der Architekten Prof. Hans Kollhoff, Berlin und Jourdan & Müller, Frankfurt am Main. Das viergeschossige Gebäude in klassizistischen Formen entstand im 18. Jahrhundert durch Umbau aus zwei älteren Vorgängerbauten. An deren Fassade zur Gasse Hinter dem Lämmchen blieben die Überhänge der beiden Obergeschosse noch erhalten.
Das „Alte Kaufhaus “ (Hinterhaus Markt 30, ehemals Hinter dem Lämmchen 3) ist ein Neubau von Morger + Dettli Architekten, Basel. Er ist durch den völligen Verzicht auf Verzierungen charakterisiert und betont die von der Gestaltungssatzung vorgegebenen strukturellen Grundelemente eines typischen Frankfurter Altstadthauses: Giebelständigkeit, Überhänge in jeder Etage, steiles Satteldach. Das barocke Sandsteinportal an der Rückseite ist mit etwa fünf Metern Breite und 3,50 Metern Höhe die größte im Rahmen des Dom-Römer-Projektes eingesetzte Spolie. Es war zuvor im Garten des Liebieghauses deponiert. Das Haus „Goldene Schachtel“ (Hinterhaus Markt 32, ehemals Hinter dem Lämmchen 5) ist ein Neubau von Tillmann Wagner Architekten, Berlin. Es wird von der Kulturothek Frankfurt genutzt. An der Rückseite des Hauses „Alter Burggraf“ (Markt 34, ehemals Hinter dem Lämmchen 7) verläuft die Gasse in zwei rechten Winkeln um den Anbau des Steinernen Hauses. Der Neubau von Francesco Collotti, Mailand, ist daher als Eckhaus mit einem zusätzlichen Zwerchgiebel ausgeführt.
Es folgen die beiden schmalen Häuser „Goldenes Haupt“ (Markt 36 , ehemals Hinter dem Lämmchen 9) von dreibund architekten Ballerstedt, Helms, Koblank, Bochum und „Stadt Mailand“ (Markt 38 , ehemals Hinter dem Lämmchen 11) von Michael A. Landes. Das Goldene Haupt beherbergt im Erdgeschoss eine Verkaufsstelle der Höchster Porzellanmanufaktur, Stadt Mailand ein Hutgeschäft.
Nicht mehr rekonstruiert wurde das Haus „Mohrenkopf“ (ehemals Hinter dem Lämmchen 10). Der Name wurde bereits 1322 urkundlich erwähnt. Das Haus wurde um 1450 errichtet und 1944 zerstört. An seiner Stelle steht seit 1962 der Neubau des Frankfurter Kunstvereins.